# ني إفيسوس (بيريا)
ني إفيسوس (Νέα Έφεσος) هي مدينة في بيريا في مقاطعة فوريا إلادا في اليونان.